# Söderhamns Tidning

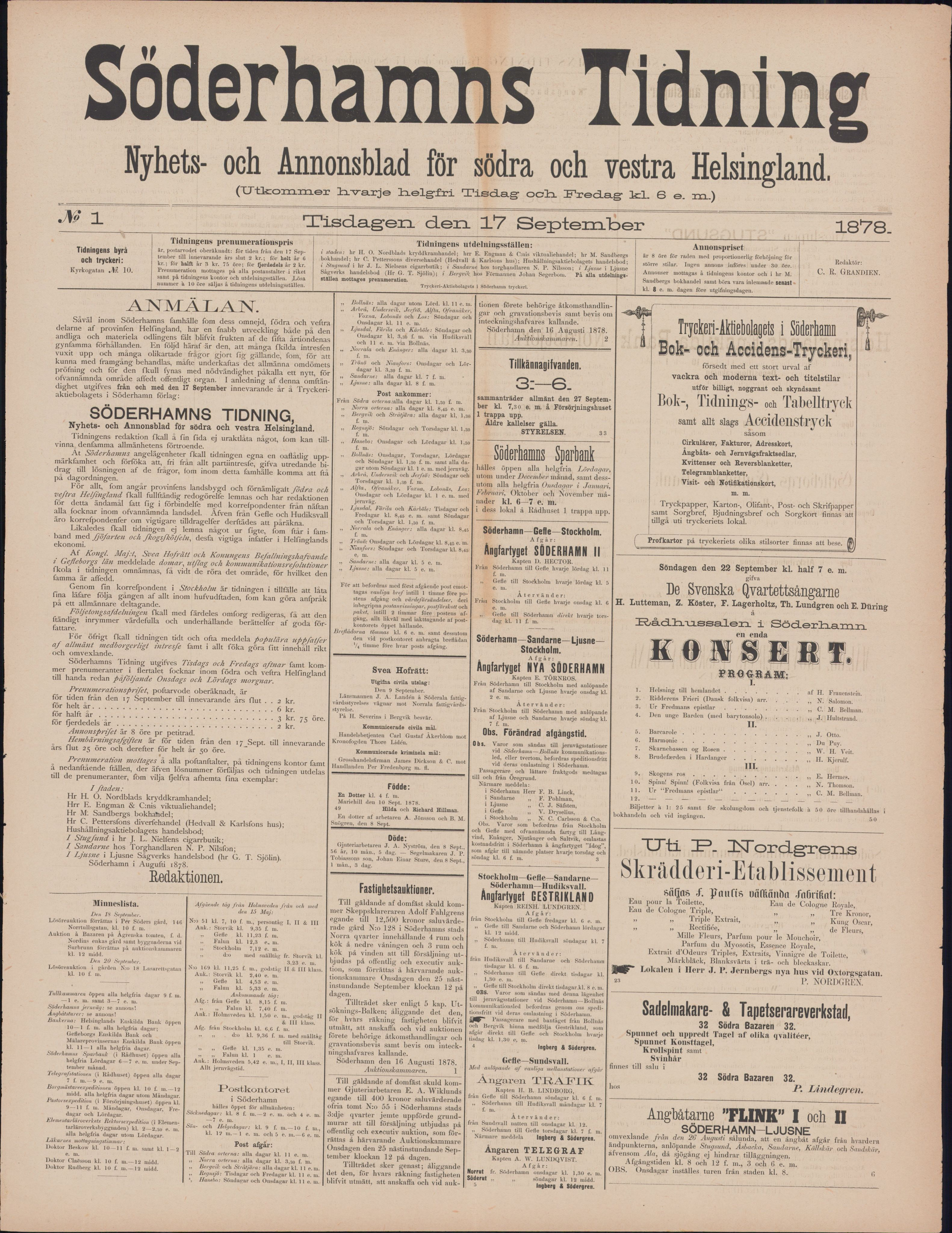
Första ordinarie numret.

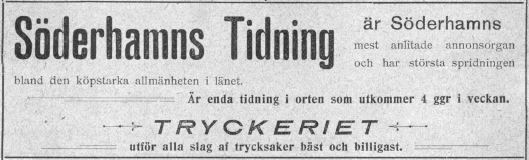
Söderhamns Tidning, reklam från 1902.

Söderhamns Tidning var en ursprungligen frisinnad dagstidning som utgavs 1878–1963 i Söderhamn. Senare betecknades periodvis tendensen som liberal, opolitisk eller neutral innan den slutligen 1958 blev folkpartistisk.
Söderhamns Tidning grundades 1878 av rektor Julius Centerwall, vice häradshövding Adolf Wennberg och konsul Adolf Hillman. Tidningen startades med syfte att företräda en mer frisinnad ståndpunkt än den i staden sedan tidigare utgivna högertidningen Helsingen, vilken uppfattades som "reaktionär".
I tidningen, vilken ursprungligen utkom två dagar i veckan, skrev nämnde Hillman många artiklar fram till 1884 och fungerade som den verklige ledarskribenten fram till 1883. Från 1878 var (med vissa avbrott) adjunkten vid stadens läroverk Rudolf Grandien redaktör för tidningen till hans död 1904, varefter denna befattning fram till 1928 innehades av änkan Aurore Grandien. Tidningen blev sexdagarstidning 1920 och tredagarstidning 1961. Söderhamns Tidning nedlades 1963 då den övertogs av tidningen Ljusnan i Bollnäs.

## Redaktörer
- 1878–1898 – Rudolf Grandien
- 1898–1900 – Anders Carlson
- 1900–1901 – Hjalmar Forssell
- 1901–1902 – Uno Albert Almqvist
- 1902–1904 – Rudolf Grandien
- 1904–1928 – Aurore Grandien
- 1928–1954 – Hans Grandien
- 1954–1955 – Gunnar Sköld
- 1956–1959 – Einar Sandberg
- 1959–1961 – Göran Enberger
- 1961–1963 – Roland Mårtensgård